# Новента Вичентина
Новѐнта Вичентѝна (на италиански: Noventa Vicentina; на венециански: Noenta, Ноента) е градче и община в Северна Италия, провинция Виченца, регион Венето. Разположено е на 13 m надморска височина. Населението на общината е 8947 души (към 2015 г.).